# Kanton Terre-Natale
Kanton Terre-Natale (fr. Canton de Terre-Natale) byl francouzský kanton v departementu Haute-Marne v regionu Champagne-Ardenne. Tvořilo ho 12 obcí. Zrušen byl po reformě kantonů 2014.

## Obce kantonu
- Arbigny-sous-Varennes
- Celles-en-Bassigny
- Champigny-sous-Varennes
- Coiffy-le-Bas
- Haute-Amance
- Laneuvelle
- Lavernoy
- Marcilly-en-Bassigny
- Plesnoy
- Rançonnières
- Terre-Natale
- Vicq